# スキージャンプ・サマーグランプリ
スキージャンプ・サマーグランプリは1994年から国際スキー連盟が夏季に開催するスキージャンプ大会のシリーズ。ジャンプ台はセラミック製のレールを使用した助走路とひも状のプラスチックを敷き詰めたランディングバーンで構成される。毎年10試合程度が7月から10月にかけて開催されている。

なお、2020年シーズンは新型コロナウイルス感染症拡大のため多くの試合が中止となり、男子2試合、女子1試合のみが行われ、総合成績での表彰は行われなかった。

## シーズントップ3

### 男子
| シーズン | 優勝                                             | 2位                                              | 3位                                              |
| -------- | ------------------------------------------------ | ------------------------------------------------ | ------------------------------------------------ |
| 1994     | 岡部孝信                                         | アリ＝ペッカ・ニッコラ                           | アンドレアス・ゴルトベルガー                     |
| 1995     | アンドレアス・ゴルトベルガー                     | 船木和喜                                         | アリ＝ペッカ・ニッコラ                           |
| 1996     | アリ＝ペッカ・ニッコラ                           | ミカ・ライティネン                               | 原田雅彦                                         |
| 1997     | 原田雅彦                                         | エスペン・ブレーデセン                           | マルティン・ヘルバルト                           |
| 1998     | 原田雅彦                                         | 船木和喜                                         | マルティン・シュミット                           |
| 1999     | スヴェン・ハンナバルト                           | アンドレアス・ゴルトベルガー                     | ヤンネ・アホネン                                 |
| 2000     | ヤンネ・アホネン                                 | マッティ・ハウタマキ                             | 宮平秀治                                         |
| 2001     | アダム・マリシュ                                 | アンドレアス・ゴルトベルガー                     | シュテファン・ホルンガッハー                     |
| 2002     | アンドレアス・ビドヘルツル                       | ヤンネ・アホネン                                 | クリント・ジョーンズ                             |
| 2003     | トーマス・モルゲンシュテルン                     | アクセリ・コッコネン                             | マルティン・ヘルバルト                           |
| 2004     | アダム・マリシュ                                 | マルティン・ヘルバルト                           | ダニエル・フォルファング                         |
| 2005     | ヤクブ・ヤンダ                                   | ウォルフガング・ロイツル                         | トーマス・モルゲンシュテルン                     |
| 2006     | アダム・マリシュ                                 | ウォルフガング・ロイツル                         | アンドレアス・コフラー                           |
| 2007     | トーマス・モルゲンシュテルン                     | アダム・マリシュ                                 | グレゴア・シュリーレンツァウアー                 |
| 2008     | グレゴア・シュリーレンツァウアー                 | シモン・アマン                                   | ミヒャエル・ウアマン                             |
| 2009     | シモン・アマン                                   | ロベルト・クラニエッツ                           | アダム・マリシュ                                 |
| 2010     | 伊東大貴                                         | カミル・ストッフ                                 | アダム・マリシュ                                 |
| 2011     | トーマス・モルゲンシュテルン                     | カミル・ストッフ                                 | トム・ヒルデ                                     |
| 2012     | アンドレアス・ヴァンク                           | ユーリ・テペシュ                                 | 竹内択                                           |
| 2013     | アンドレアス・ウェリンガー                       | イェルネイ・ダミヤン                             | アンデシュ・バーダル                             |
| 2014     | イェルネイ・ダミヤン                             | フィリップ・ショーエン                           | 竹内択                                           |
| 2015     | 作山憲斗                                         | ケネス・ガングネス                               | ロベルト・クラニエッツ                           |
| 2016     | マチェイ・コット                                 | アンドレアス・ウェリンガー                       | カミル・ストッフ                                 |
| 2017     | ダヴィド・クバッキ                               | アンゼ・ラニセク                                 | 小林潤志郎                                       |
| 2018     | エフゲニー・クリモフ                             | カール・ガイガー                                 | ピオトル・ジワ                                   |
| 2019     | ダヴィド・クバッキ                               | 佐藤幸椰                                         | ティミ・ザイツ                                   |
| 2020     | 試合数が少なく、総合成績での表彰は行われなかった | 試合数が少なく、総合成績での表彰は行われなかった | 試合数が少なく、総合成績での表彰は行われなかった |
| 2021     | ハルヴォル・アイネル・グラネル                   | ダヴィド・クバッキ                               | ヤン・ヘール                                     |
| 2022     | ダヴィド・クバッキ                               | マヌエル・フェットナー                           | カミル・ストッフ                                 |
| 2023     | ヴラディミール・ゾグラフスキ                     | グレゴア・デシュヴァンデン                       | 二階堂蓮                                         |
| 2024     | パヴェウ・ヴァンセク                             | シュテファン・クラフト                           | マリウス・リンヴィク                             |

### 女子
| シーズン | 優勝                                             | 2位                                              | 3位                                              |
| -------- | ------------------------------------------------ | ------------------------------------------------ | ------------------------------------------------ |
| 2012     | 高梨沙羅                                         | アレクサンドラ・プレトリウス                     | ダニエラ・イラシュコ＝シュトルツ                 |
| 2013     | 高梨沙羅                                         | コリン・マテル                                   | カティア・ポズン                                 |
| 2014     | 高梨沙羅                                         | カタリナ・アルトハウス                           | イリーナ・アブバクモワ                           |
| 2015     | 高梨沙羅                                         | 伊藤有希                                         | ニタ・イングランド                               |
| 2016     | 高梨沙羅                                         | カリーナ・フォークト                             | イリーナ・アブバクモワ                           |
| 2017     | 高梨沙羅                                         | イリーナ・アブバクモワ                           | マーレン・ルンビュ                               |
| 2018     | 高梨沙羅                                         | エマ・クリネチ                                   | マーレン・ルンビュ                               |
| 2019     | 高梨沙羅                                         | ニカ・クリジュナル                               | ユリアネ・ザイファルト                           |
| 2020     | 試合数が少なく、総合成績での表彰は行われなかった | 試合数が少なく、総合成績での表彰は行われなかった | 試合数が少なく、総合成績での表彰は行われなかった |
| 2021     | ウルシャ・ボガタイ                               | 高梨沙羅                                         | マリタ・クラマー                                 |
| 2022     | ウルシャ・ボガタイ                               | ニカ・クリジュナル                               | ジョセフィーヌ・パニエ                           |
| 2023     | ニカ・クリジュナル                               | 高梨沙羅                                         | アレキサンドリア・ルーティット                   |
| 2024     | ララ・マルジナル                                 | アニカ・シーフ                                   | 高梨沙羅                                         |